# Mustafë Abdullahu
Mustafë Abdullahu (* 27. Februar 2004 in Podujeva, Serbien und Montenegro, heute Kosovo) ist ein kosovarischer Torwart. Er steht derzeit leihweise beim Karlsruher SC unter Vertrag.

## Karriere

### Beginn seine Torhüterkarriere im Kosovo und Albanien
Abdullahu begann seine Karriere im Tor von KF Llapi in seiner Heimatstadt. Dort stand er zum ersten Mal in der Superliga bei der 2:3-Auswärtsniederlage gegen den KF Dukagjini im Tor.
Im Sommer 2022 wechselte Abdullahu anschließend nach Drenas zum FC Feronikeli. Bereits nach nur einem halben Jahr wechselte Abdullahu im Winter 2023 zum albanischen Erstligisten KS Besa Kavaja. Dort kam er beim Auswärtsspiel gegen KS Lushnja zum Einsatz, das Spiel ging jedoch mit 1:2 aus Sicht von Kavaja verloren.
Nach einem halben Jahr in Kavaja verpflichtete ihn der KF Tirana für eine Ablösesumme von etwa 50.000 Euro (etwa 4,9 Millionen Albanische Lek). Beim Hauptstadtverein erhielt Abdullahu einen Vertrag über fünf Jahre. Für Tirana machte Abdullahu in seiner Zeit 13 Spiele als Torhüter.
Am 5. September 2024 gab KF Tirana bekannt, dass Abdullahu zur Saison 2024/25 für ein Jahr an den kosovarischen Erstligisten KF Malisheva ausgeliehen wird. Abdullahu kam dabei in fünf Spielen zum Einsatz, musste jedoch anschließend sieben Wochen aufgrund einer Verletzung pausieren. Abdullahu gab außerdem bekannt, dass es in der zweiten Hälfte von 2023 in Tirana ein Angebot aus der 3. Liga vor der Zweitvertretung von Borussia Dortmund gab, jedoch scheiterte dieser Deal.

### Leihe zum Karlsruher SC
Am 3. Februar 2025 gab der Karlsruher SC überraschend die Verpflichtung von Abdullahu zur Rückrunde der Saison 2024/25 bekannt. Dieser Wechsel kam für viele Fans und selbst für Abdullahu sehr überraschend, da Abdullahu selbst bisher nur im Kosovo und in Albanien als Torhüter aktiv war. Torwarttrainer Markus Miller bezeichnete Abdullahu als „groß und wissbegierig“. Abdullahu wurde als Nummer drei hinter dem Stammtorhüter Max Weiß und Robin Himmelmann ausgeliehen, stand jedoch nicht ein einziges Mal im Kader der Badener. Zum Ende der Saison wurde die Kaufoption bei Abdullahu nicht gezogen und Abdullahu verließ zum Saisonende den Verein.

### Karriere in den Jugendnationalmannschaften
Abdullahu wurde zum ersten Mal im November 2023 für die U-21 des Kosovos für die Qualifikation zur U-21-EM 2025 gegen Bulgarien und Israel nominiert. Abdullahu macht sein Debüt beim Qualifikationsspiel gegen Israel – seine Mannschaft gewann das Spiel mit 3:1.
Bekannt wurde Abdullahu für ein Spiel bei der Qualifikation zur U21-EM 2025, als er gegen die U-21 von Deutschland das Tor des Kosovos hütete und dabei durch einige Glanzparaden das 0:0 für den Kosovo festhielt.